# 戰爭債券

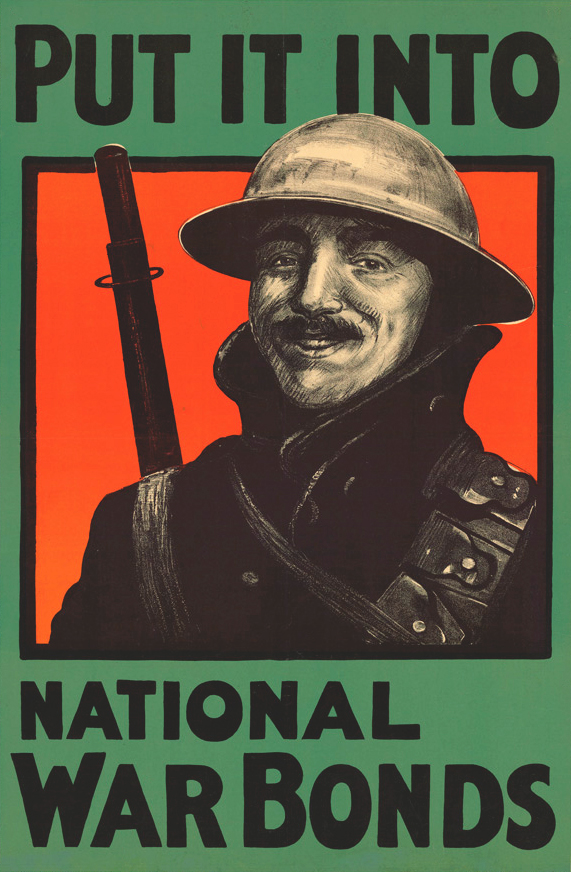
英国国家战争债券广告（1918年）

戰爭債券（英語：war bond）是政府发行的債券，用于在战争时期为军事行动和其他支出提供资金。
战争债券既可以是直接向公众销售的零售债券，也可以是在股票市场上交易的批发债券。劝诫人们购买战争债券，通常会伴随着对爱国主义和良心的呼吁。与其他零售债券一样，零售战争债券的收益率往往低于市场提供的收益率，而且往往提供多种面值的债券，使所有公民都能负担得起。

## 一次大戰前

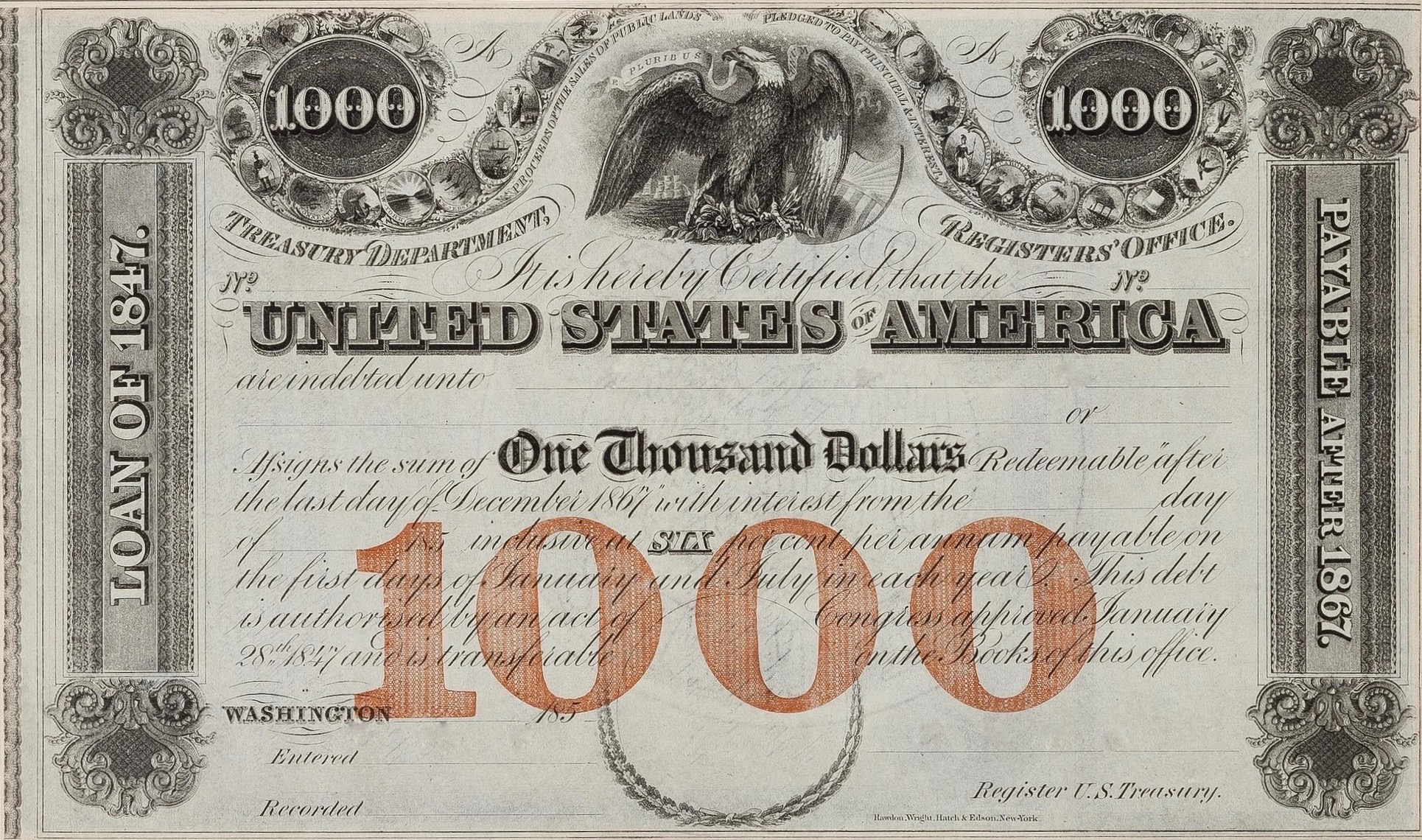
美國政府爲美墨戰爭提供的貸款

历史上的政府都需要借钱打仗。传统上，他们与一小撮富有的金融家如雅各布·富格尔和纳坦·罗特席尔德等人打交道，但并没有特别区分战争或和平时期的债务。「战争债券」一词的早期使用是指美国国会在1812年3月14日的法案中筹集的1100万美元，用于资助1812年战争，但这并不是针对普通民众的。

## 第一次世界大戰

### 奥地利与匈牙利
奥匈帝国政府从第一次世界大战初期就知道，它无法依靠其主要银行机构的垫款来支付日益增长的战争费用。相反，它执行的是一种仿照德国的战争财政政策：1914年11月，发放了第一笔资金贷款。

### 加拿大
加拿大参与第一次世界大战始于1914年，1917年后加拿大的战争债券被称为「胜利债券」。

### 德国
与法国和英国不同，第一次世界大战爆发的时侯，德国发现自己基本上被排除在国际金融市场之外。这一点在1914年华尔街的一笔大额贷款尝试失败后变得最为明显。因此，德国基本上只能在国内借贷，这是由帝国议会通过的一系列战争信贷法案诱发的。

### 美国

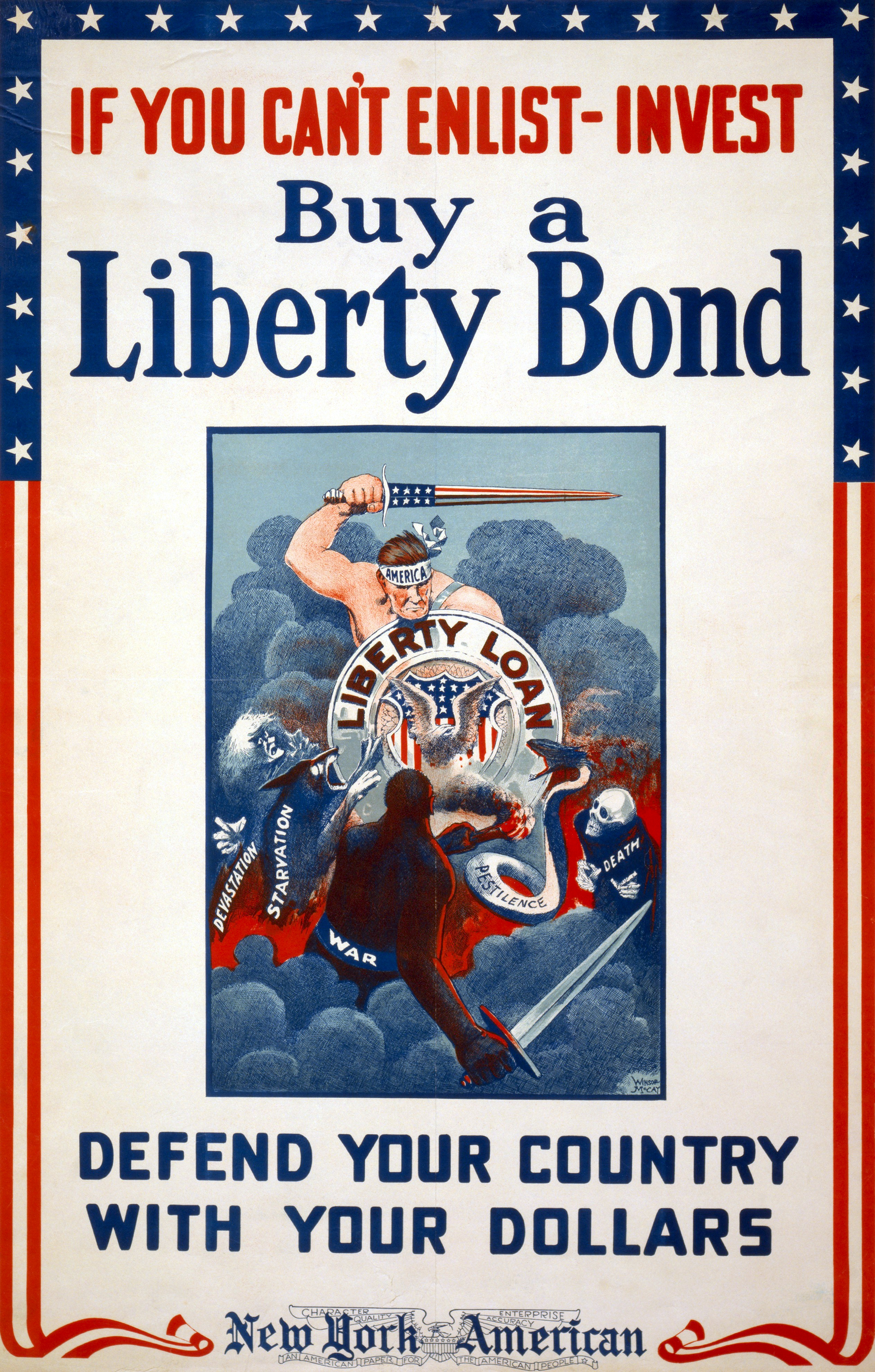
第一次世界大戰自由债券广告海报

1917年和1918年，美国政府发行自由债券，为其参与第一次世界大战筹集资金。 财政部长威廉·吉布斯·麦卡杜发起了一场积极的运动来普及债券，主要是作为爱国主义的呼吁。